# Коммунистическая партия Кыргызстана
Коммунистическая партия Кыргызстана (КПК) — левая политическая партия Кыргызстана. Клара Ажибекова является первым секретарём ЦК Коммунистической партии Кыргзыстана.
Партия является филиалом Коммунистической партии Советского Союза, основанной в 2001 году.

## История

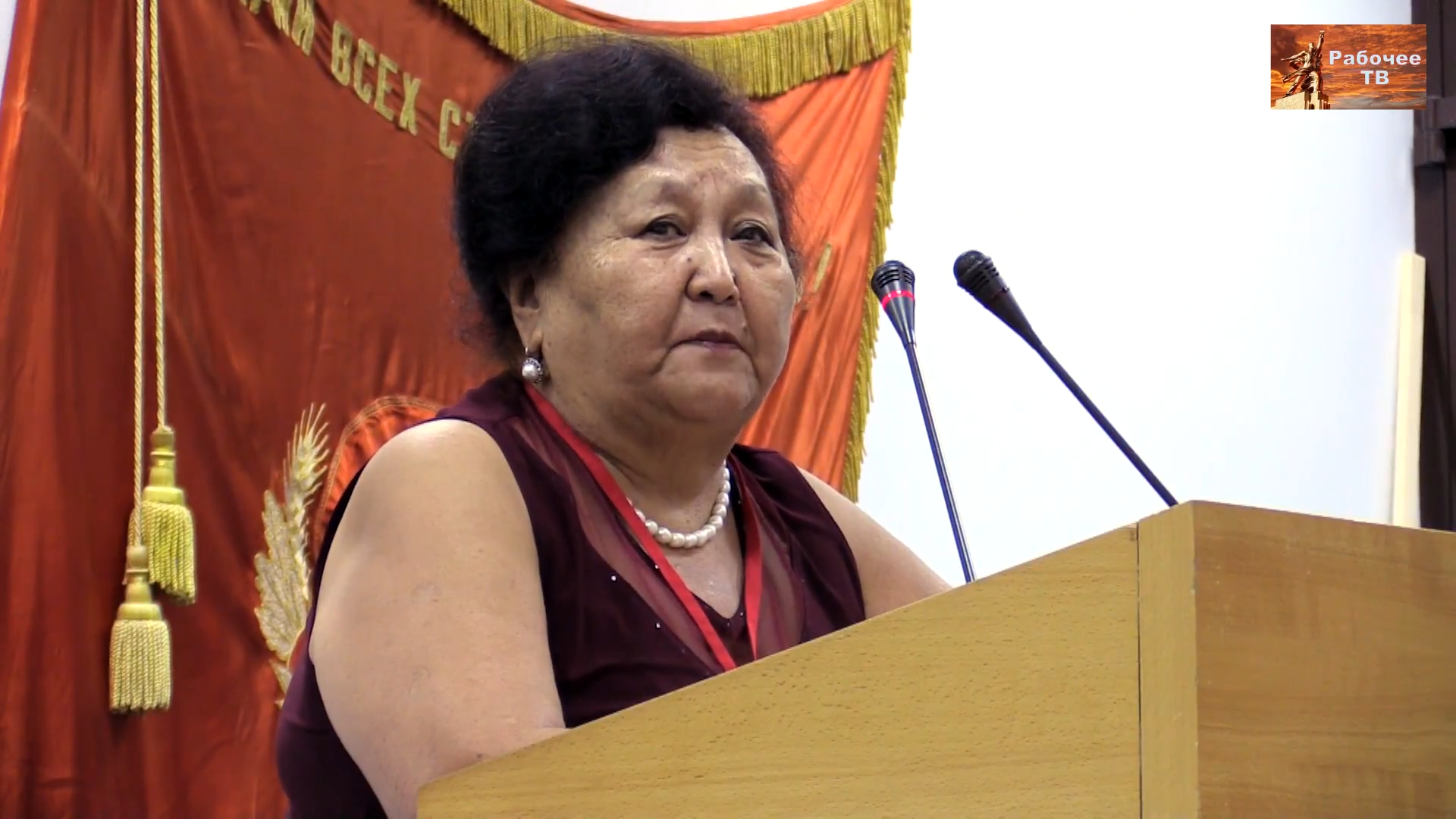
Первый секретарь ЦК КПК Клара Ажибекова

В 1999 году среди киргизских коммунистов произошёл раскол, в результате чего 13 сентября того года зарегистрировалась Коммунистическая партия Кыргызстана, возглавляемая Кларой Ажибековой.
Не участвовала в парламентских выборах 2000 года.
В январе 2004 года президиум Партии коммунистов Киргизии (ПКК) заявил, что рассмотрит заявление Коммунистической партии Кыргызстана об объединении в единую партию. По заявлению самой ПКК, чтобы объединение состоялось, Клара Ажибекова должна попросить прощение у бывших однопартийцев.
7 ноября 2004 года вместе с Партией коммунистов Кыргызстана партия отметила 87-ю годовщину Октябрьской революции и возложила венки памятнику В. И. Ленину.
27 февраля 2015 года прошла акция протеста представителей Коммунистической партии Кыргызстана у посольства США в Бишкеке. Протестующие выступали против назначения 13 февраля Ричарда Майлза временно поверенным в делах дипломатической миссии США в Кыргызстане.
10 ноября 2017 года в мультимедийном пресс-центре Sputnik Кыргызстан состоялся видеомост, посвящённый 100-летию Октябрьской революции, в нём приняла участие первый секретарь ЦК КПК Клара Ажибекова.

## Взгляды и цели
Однажды в свой речи лидер партии Клара Ажибекова, выступления которой выдержаны в духе марксистско-ленинских догматов, назвала Владимира Ленина провидцем, продолжателем идей Карла Маркса и Фридриха Энгельса, и возложила вину за «кровавые столкновения» на межнациональной почве на членов Временного правительства Кыргызстана, взявшего в руки власть после свержения Курманбека Бакиева. Нынешнее «мелкобуржуазное правительство» должно, по её словам, учиться у СССР, основными приоритетами для которого были сплочённость, дружба и братство между народами.
Клара Ажибекова озвучивала некоторые цели для возрождения Кыргызстана: восстановление роли Коммунистической партии, воссоединение республик под эгидой СССР. По её мнению, это единственный путь сохранения национальной государственности для стран СНГ.
В октябре 2020 года Коммунистическая партия Кыргызстана вместе с народным движением «За Союз и братство народов!» подготовила для Конституционного совещания свои предложения и поправки к обсуждаемому проекту новой Конституции Киргизской Республики. Она предложила полностью ликвидировать статью о статусе экс-президентов, поддержала идею Народного курултая. Компартия поддерживает президентскую форму правления («но концептуально чётко не решила, что лучше: президент + премьер-министр или президент и премьер-министр отдельно») и считает, что народ должен сам выбирать на референдуме форму правления страны.